# Pukeko Pond
Pukeko Pond är en sjö i Antarktis. Den ligger i Östantarktis. Nya Zeeland gör anspråk på området. Pukeko Pond ligger 1 006 meter över havet.